# Ollerton (Shropshire)
Ollerton – wieś w Anglii, w hrabstwie Shropshire. Leży 21 km na północny wschód od miasta Shrewsbury i 220 km na północny zachód od Londynu.